# Cortinarius rubellus
Cortinarius rubellus Cooke, 1887 (molto noto anche con il sinonimo Cortinarius speciosissimus) è un fungo basidiomicete della famiglia Cortinariaceae, uno dei funghi mortali più pericolosi che esistano; cresce dall'estate fino al tardo autunno, è abbastanza diffuso nell'Italia settentrionale;  quasi introvabile nel centro-sud Italia.

## Etimologia
Binomio obsoleto C. speciosissimus: dal latino speciosissimus = bellissimo, per via del suo bell'aspetto.

## Descrizione della specie

### Cappello
Il diametro del cappello arriva fino a 8 cm (la taglia media è di 6/7 cm), inizialmente conico, poi diventa sempre più piano, con umbone acuto e raramente ottuso, fino a risultare un po' depresso negli esemplari più vetusti. Margine involuto. Superficie ricoperta da fribille, con aspetto opaco e colore rosso mattone o camoscio scuro come C. orellanus.

### Lamelle
Lamelle concolori al cappello, smarginato-decorrenti ed uncinate, prima rade, poi spaziate quando il cappello diventa piano o depresso.

### Cortina
Cortina giallastra, ben visibile solo nel primo stadio dello sviluppo.

### Gambo
Gambo 5-11 × 0,6-1 cm (2 cm alla base), slanciato, cilindrico, anch'esso concolore al cappello e decorato con evidenti zebrature più chiare.

### Carne
Carne color paglierino con sfumature rosso mattone, coll'avanzare dell'età concolore al cappello setosa.
- Odore: rafanoide leggero, incostante (strofinare o sezionare il carpoforo).
- Sapore: dolce (non assaggiare).[2][3]

### Caratteri microscopici
Spore
8-11 × 6,5-8,5 µm, subglobose, decorate con verruche, di color ocra in massa e in idrossido di potassio.
Basidi
29-36 × 9-11 µm, claviformi, tetrasporici, ialini.

## Distribuzione e habitat
Fine estate-autunno, fungo terricolo, spesso gregario e preferibilmente sotto conifera (come C. orellanus). È diffuso in Nord America e in Europa.

## Commestibilità
Mortale.

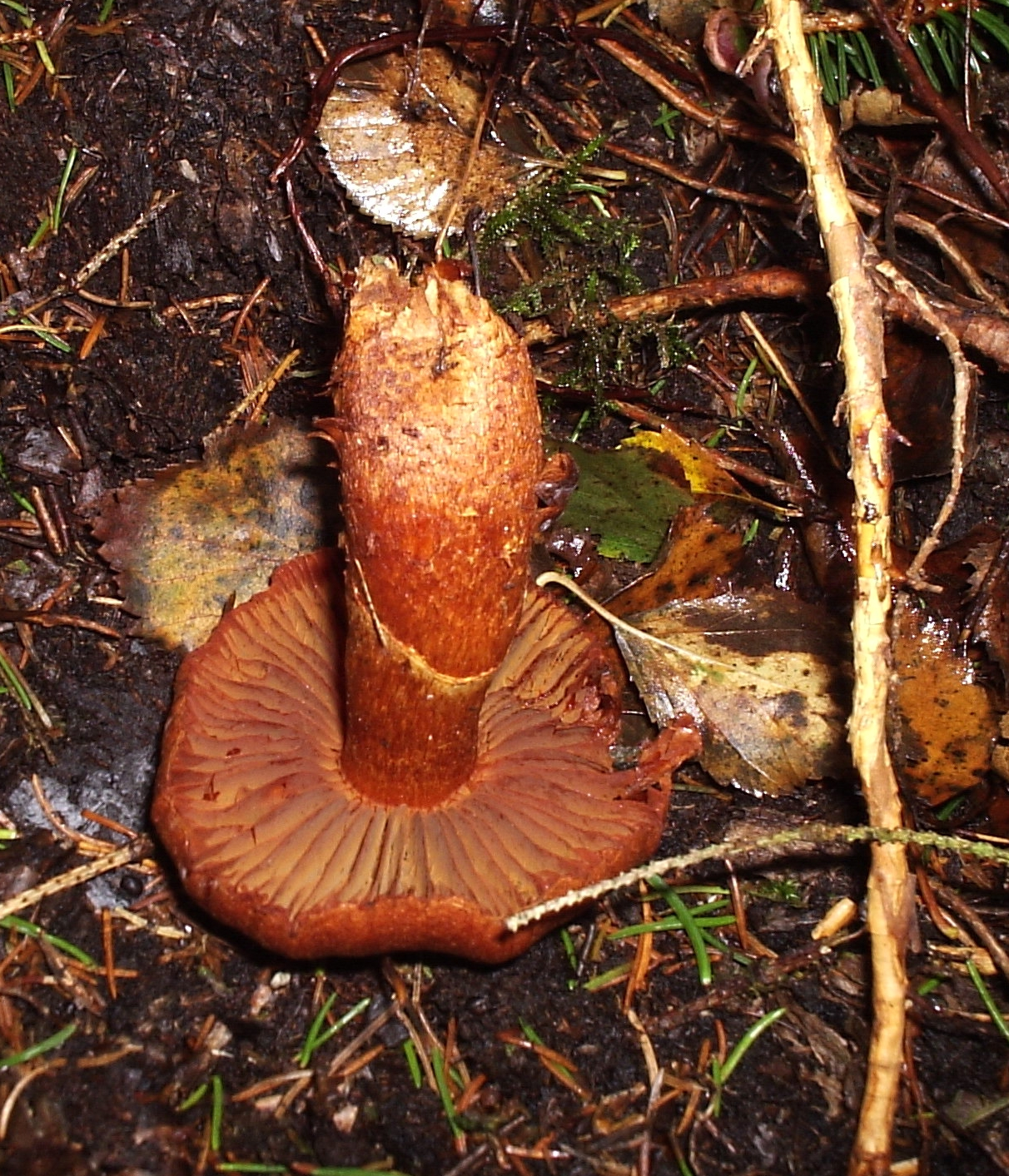
Esemplare di C. rubellus

Uno dei funghi più pericolosi; colpisce reni e fegato con latenza anche molto lunga (dai 3 ai 14 giorni dall'ingestione).
Oltre a contenere l'orellanina, tossina citotossica facente parte di un gruppo di composti chiamati "bipiridine" (due anelli eterociclici con un atomo di azoto), sembra che in questa specie siano presenti un gruppo di tossine alcune delle quali di natura ancora sconosciuta.

## Tassonomia

### Specie simili
- Tutti i cortinari bruno-rossicci di piccola e media grandezza, ad esempio C. orellanus e C. semisanguineus (mortali), C. bulliardii, C. cinnabarinus o C. malicorius.
- Nelle sue forme "cespitose", può essere fatalmente confuso con alcune forme del chiodino.
- Chroogomphus helveticus
- Gomphidius viscidus

### Sinonimi e binomi obsoleti
- Cortinarius orellanoides Rob. Henry, Bulletin de la Société Mycologique de France 53(1): 61 (1937)
- Cortinarius orellanoides Rob. Henry, Bull. trimest. Soc. mycol. Fr. 53(1): 61 (1937) var. orellanoides
- Cortinarius orellanoides var. speciosissimus (Kühner & Romagn.) Consiglio, D. Antonini & M. Antonini, Il Genere Cortinarius in Italia 1: A109 (2003)
- Cortinarius speciosissimus Kühner & Romagn., in Bidaud, Henry, Moënne-Loccoz & Reumaux, Fl. Analyt. Champ. Supér. (Paris): 287 (1953)
- Cortinarius speciosissimus var. julii Moënne-Locc. & Reumaux, in Bidaud, Henry, Moënne-Loccoz & Reumaux, Atlas de Cortinares 3 (Annecy): 70 (1991)
- Cortinarius speciosissimus var. ochraceovelatus Moënne-Locc. & Reumaux, in Bidaud, Henry, Moënne-Loccoz & Reumaux, Atlas de Cortinares 3 (Annecy): 70 (1991)
- Cortinarius speciosissimus Kühner & Romagn., Fl. Analyt. Champ. Supér. (Paris): 287 (1953) var. speciosissimus
- Cortinarius speciosus J. Favre, Beitr. Kryptfl. Schweiz 10(no. 3): 213 (1948)
- Dermocybe orellanoides (Rob. Henry) M.M. Moser, in Gams, Kl. Krypt.-Fl. Mitteleuropa - Die Blätter- und Baupilze (Agaricales und Gastromycetes) (Stuttgart) 2: 153 (1953)